# بويانغ
بويانغ (بالصينية: 濮阳市 )‏ هي مدينة على مستوى محافظة، في جمهورية الصين الشعبية، تتبع خنان، تبلغ مساحتها 4,188 كيلومتر مربع، رمزها البريدي هو 457000.

## التقسيمات الإدارية
- Hualong, Puyang [الإنجليزية]‏
- Qingfeng County [الإنجليزية]‏
- Nanle County [الإنجليزية]‏
- Fan County [الإنجليزية]‏
- Taiqian County [الإنجليزية]‏
- Puyang County [الإنجليزية]‏.